# North Ferriby Football Club
North Ferriby Football Club (antigo North Ferriby United Association Football Club) foi um clube de futebol semi-profissional da Inglaterra, com sede na aldeia de North Ferriby, East Riding of Yorkshire. Fundado em 1934, disputa a Conferência Nacional, equivalente à quinta divisão do futebol inglês. Teve como estádio o Grange Lane, com capacidade para 2 700 pessoas.
Em 4 de maio de 2013, o North Ferriby foi coroado como campeão da Primeira Divisão da Northern Premier League depois de vencer o Ashton United por 2-0 no último dia da temporada. O clube foi promovido para a temporada 2013-14 da Conferência Norte. Posteriormente na temporada 2015-16 conseguiu o acesso para a National League, porém após apenas um ano na 5ª divisão inglesa, foi rebaixado para a Conferência Norte na temporada 2016-17. Também foi rebaixado para a Northern Premier League (7ª divisão inglesa) na temporada 2017-18.
O clube foi liquidado em 15 de março de 2019 devido a dívidas pendentes de £ 7.645,25, e uma nova equipe foi criada em seu lugar.

## Títulos

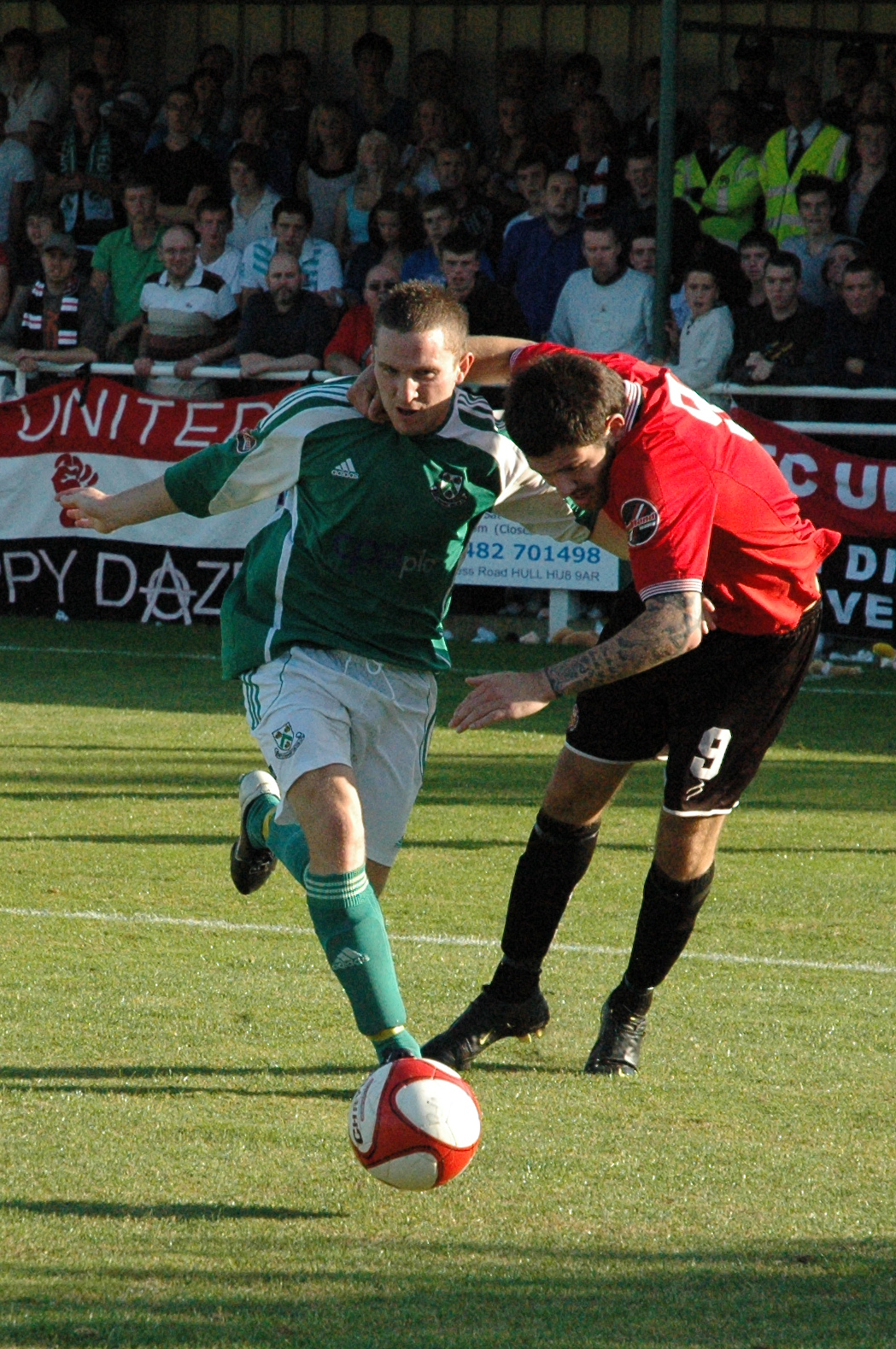
Russell Fry jogando no North Ferriby United A.F.C. contra o F.C. United of Manchester pela FA Cup da temporada 2009–10

### Liga
- Northern Premier League Premier Division: 1

2012–13
- Northern Premier League Division One: 1

2004–05
- Northern Counties East Football League (Premier Division): 1

1999–2000
- Northern Counties East Football League Division One: 1

1985–86
- Yorkshire Football League Division Two: 1

1970–71

### Copa
- FA Trophy: 1

2014–15
- Northern Premier League Challenge Cup: 2

2011–12, 2012–13
- Northern Counties East Football League Presidents Cup: 3

1990–91, 1998–99, 1999–2000
- East Riding Senior Cup: 17

1970–71, 1976–77, 1977–78, 1978–79, 1990–91, 1996–97, 1997–98, 1998–99, 1999–2000, 2000–01, 2001–02, 2002–03, 2006–07, 2007–08, 2008–09, 2009–10, 2010–11